# Gelsenkirchener Barock

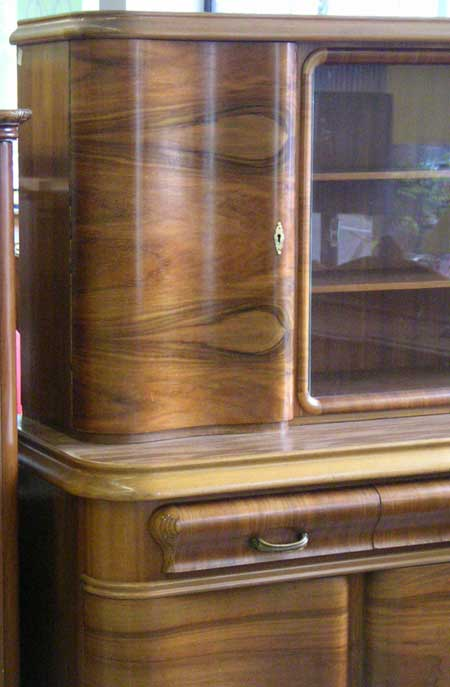
Detail eines typischen Wohnzimmerschranks des Gelsenkirchener Barock

Gelsenkirchener Barock ist eine ironisch gemeinte Bezeichnung für vorwiegend wuchtige – meist gebauchte und hochglänzend edelholzfurnierte – ornamentreiche Schränke und Kommoden, wie sie in Deutschland erstmals in den 1930er-Jahren und noch einmal um ca. 1950 produziert wurden und populär waren.
Gelsenkirchen steht hier stellvertretend für das Arbeitermilieu der deutschen Kohle- und Stahlindustrie im Ruhrgebiet, wo diese Möbel anfangs überwiegend zu finden waren. Die Bezeichnung Barock spielt auf die schwungvolle Üppigkeit und Vielfalt der Formen und Verzierungen an.
In der Architektur ist Gelsenkirchener Barock ein Spottname für einen geschmacklosen, mit barocken Formen überfrachteten Stil, der auch in Baumärkten bei industriellen Erzeugnissen, wie Haustüren, öfter zu finden ist.

## Ursprung
Vorlage für das, was man Gelsenkirchener Barock nennt, waren Möbel im altdeutschen Stil, die in Deutschland zwischen etwa 1850 und 1910 noch als handwerkliche Einzelstücke hergestellt wurden. Von diesen wurden dann ab den 1930er-Jahren historisierende Kopien oder freie Variationen industriell serienmäßig gefertigt. Das Motiv des kostbaren Prunkmöbels entstammt dem Frankfurter Schrank.
Diese Objekte entstanden wahrscheinlich auch als nostalgische Reaktion auf die besonders in wohlhabenderen Kreisen zunehmende Verbreitung von heute so genanntem klassisch-modernem Mobiliar (z. B. leichte Freischwinger aus Stahlrohr), wie es u. a. das Bauhaus und der Werkbund hervorbrachten. 
In der Ära des deutschen Wirtschaftswunders nach dem Zweiten Weltkrieg wurden derartige Möbel erneut in großer Stückzahl aufgelegt und erfolgreich verkauft, wobei moderne Produktionstechniken das bereits reichhaltige Formenrepertoire noch vergrößerten. Die Möbel galten als Prestigeobjekte. Ihre große Beliebtheit mag unter anderem darin begründet gewesen sein, dass sie die Illusion handwerklicher Gediegenheit vermitteln konnten, was einer vielleicht eher kleinbürgerlichen Sehnsucht nach Tradition, Sicherheit und deutscher Gemütlichkeit entgegenkam. Gleichzeitig ließ sich mit den unübersehbaren Exponaten vermeintlich bürgerlicher Wohnkultur der Stolz auf die Überwindung kriegsbedingter Entbehrungen im Alltag zum Ausdruck bringen, insbesondere da man in den vitrinenartigen Schrankteilen oft auch anderen mehr oder minder wertvollen Besitz – z. B. Nippes oder gutes Porzellan – ausstellen konnte.
Das Städtische Museum Gelsenkirchen veranstaltete 1991 eine Ausstellung über den Gelsenkirchener Barock. Der Stadt gelang es durch eine selbstironische wie auch kulturwissenschaftliche Herangehensweise sowie durch den großen Ausstellungserfolg,  mit der despektierlich gewordenen Zuordnung Frieden zu schließen, möglicherweise sich auch davon zu emanzipieren.

## Bedeutung
Die Wortschöpfung Gelsenkirchener Barock fand vermutlich in den frühen 1950er Jahren Eingang in die deutsche Alltagssprache und ist heute noch gebräuchlich. Sie ist kein akademischer Stilbegriff, sondern vielmehr dessen Persiflage. In der Kunstgeschichte bzw. Möbelstilkunde findet sie tatsächlich keine Anwendung. Als durchweg anonyme Massenware, deren formale Elemente aus Versatzstücken beliebig zusammengesetzt werden konnten, kennen die so bezeichneten Möbel keine herausragenden Entwerfer oder Protagonisten. Wollte man Gelsenkirchener Barock dennoch stilkundlich auffassen, könnte man ihn als Retro- oder Neo-Stil ohne großen ästhetischen und finanziellen Wert beschreiben, zumal er im Wesentlichen nur eine industrielle Wiederauflage eines ebenfalls schon eklektischen Historismus darstellt, der seinerseits nur nachahmte, ohne besonders eigenständig und innovativ zu sein.
Aus diesem Umstand erklärt sich die überwiegend negative Konnotation des Begriffs. In der spöttischen, ironischen Verknüpfung des als proletarisch geltenden Berg- und Stahlarbeitermilieus von Gelsenkirchen und Umgebung mit einer bedeutenden europäischen Stilepoche äußert sich eine gewisse intellektuelle Geringschätzung gegenüber einem Phänomen der Alltagskultur.
Der Ausdruck Gelsenkirchener Barock ist ein volksmündlicher, liebevoll-ironischer bis kritisch-despektierlicher Kommentar zu einer Design- und Einrichtungskultur, die man als altmodisch, spießig, geschmacklos und überladen charakterisieren möchte. In der Zeit, in der der Begriff geprägt wurde, standen die gemeinten Objekte in starkem Gegensatz zu den jeweils zeitgenössisch modernen und avantgardistischen Möbeln. Er muss deshalb auch als subjektives, geschmäcklerisches Werturteil über eine als konservativ und rückwärtsgewandt wahrgenommene Weltanschauung verstanden werden.
Inzwischen ist seine Verwendung jedoch nicht mehr ausschließlich auf die oben beschriebenen historischen Möbel beschränkt, sondern er wird durchaus allgemeiner gebraucht, um z. B. unliebsam gewordene Einrichtungsgegenstände als unzeitgemäß und aus der Mode gekommen oder kitschig zu kennzeichnen. Sogar einem PKW, dem Ford P2, attestierte die Presse schon in den späten 1950er Jahren abfällig eine Nähe zum Gelsenkirchener Barock.